# Голосковичи
Голосковичи  — село в Бродовской городской общине Золочевского района Львовской области Украины.

## География и история
Стоит на берегу речки Стыр. Ближайшая трасса — М-06. Примерно в 50-ти км. на восток от г. Львов. В польских документах упоминалось как Hołoskowice. В латинской транскрипции — Holoskovychy.
Ранее считалось, что тут существовало древнерусское городище, но после археологических исследований под руководством Игоря Кирилловича Свешникова (1915—1995 гг.; известный украинский археолог, доктор исторических наук) в селе нашли остатки позднефеодального замчища.
В селе осталось также урочище под названием «Городинникова брама», которое можно связать с укреплением.